# Гау, Иэн
Иэн Реджинальд Эдвард Гау (/ɡaʊ/; 11 февраля 1937 года — 30 июля 1990 года) — британский политик-консерватор и адвокат. Будучи членом парламента от Истборна, был убит Временной ирландской республиканской армией (IRA), подложившей бомбу под его машину возле его дома в Восточном Суссексе.

## Биография
Иэн Гау родился в Лондоне в семье Александра Эдуарда Гау, врача из Больницы Святого Варфоломея. Учился в Винчестерском колледже, где возглавлял дискуссионное общество.
В 1962 году начал работу солиситором, стал партнёром компании Джойсон-Хикс и Ко, вступил в консервативную партию. На выборах 1964 года баллотировался в парламент от Ковентри-Ист, но проиграл Ричарду Кроссману. Одержал победу на выборах 1966 года в возрасте 29 лет.
После неудачной попытки занять пост в Клэпхеме продолжал искать место и в 1972 году получил его в Истборне. Переизбранный сэр Чарльз Тэйлор, занимавший пост с 1935 года, передал Гау полномочия.
Гау женился на Джейн Элизабет Пак (р. 1944) в Йоркшире 10 сентября 1966 года. У пары родились два сына: Чарльз Эдвард (род. 1968) и Джеймс Александр (род. 1970).
Вдова Гау Джейн получила Орден Британской империи в 1990 году и стала дамой Джейн Гау. 4 февраля 1994 года она вновь вышла замуж в Уэст-Сомерсете за подполковника Майкла Уайтли и получила имя дама Джейн Уайтли.

## Парламентская карьера
Гау вошёл в парламент от Истборна после всеобщих выборов в феврале 1974 года.
При выборе лидера консерваторов в 1975 году Гау отдал голос Маргарет Тэтчер в первом туре голосования. После вытеснения Тэтчер Эдварда Хита из борьбы появились новые кандидаты, из которых Гау поддержал Джеффри Хау во втором туре, победу в котором одержала Тэтчер. Гау стал заниматься делами Северной Ирландии. Совместно с Эйри Нивом он разработал консервативную политику для Северной Ирландии, предусматривавшую интеграцию провинции с Великобританией, чтобы не искать компромисса с национальным меньшинством и правительством Республики Ирландия. И Нив, и Гау погибли в результате взрывов автомобилей в 1979 и 1990 годах. Ответственность за оба случая взяла на себя Ирландская республиканская военизированная группировка, но им не предъявлялись обвинения, и потому появилось предположение о возможном участии Центрального разведывательного управления (ЦРУ) США и разведывательного сообщества.
Через знакомство с Невом Гау вошёл в круг консерваторов. В мае 1979 года его назначили личным секретарём Маргарет Тэтчер, ставшей к этому времени премьер-министром. За годы службы на этом посту в 1979—1983 годах Гау стал другом и доверенным лицом премьер-министра. Сменив пост на министра ЖКХ и строительства, а затем перейдя в экономический сектор, Гау не был доволен потерей влияния на премьер-министра. В конце 1983 году с Аланом Кларком Гау разработал проект расширения деятельности кабинета Тэтчер, чтобы тем самым увеличить и своё влияние на политику, но потерпел поражение.
Позже прояснились либеральные взгляды Гау на некоторые вопросы. Гау присутствовал на церемонии одностороннего провозглашения независимости Родезии и впоследствии критиковал режим белого меньшинства. Как депутат Гау последовательно голосовал против возвращения смертной казни. Не встретив поддержки однопартийцев по вопросу государственного финансирования жилищного строительства на своём посту министра ЖКХ и строительства (с 1983 по июнь 1985 года) Гау перешёл в экономический отдел
С 1982 года консервативные политики занимают более гибкую позицию по отношению к Северной Ирландии. В ноябре 1985 года Гау, убеждённый речью своего двоюродного брата Николаса Баджена, заставил уйти в отставку с поста министра финансов из-за подписания англо-ирландского соглашения. Несмотря на несогласие с политикой правительства, он подчеркнул в своей последней речи личную преданность Тэтчер. В результате англо-ирландского соглашения местное управление Северной Ирландии сблизилось с Ирландской республикой. После ухода из правительства Гау возглавил консервативную партию в парламенте Северной Ирландии и был ярым противником любых компромиссов с республиканцами, что вызвало беспокойство депутатов Северной Ирландии и направление жалоб миссис Тэтчер.
Вопреки его желанию не транслировать парламентские дебаты 21 ноября 1989 года ему пришлось выступить в парламенте. Это было первое его выступление, освещавшееся по телевидению.
Несмотря на несогласие с политикой правительства Северной Ирландии, Гау оставался в хороших отношениях с Тэтчер. В ноябре 1989 года он был задействован в предвыборной кампании Тэтчер против сэра Энтони Мейера. Сообщалось, к моменту своей смерти он считал, что правление премьера Тэтчер достигло логического конца, что она должна уйти в отставку.

## Убийство
Несмотря на понимание того, что Гау является одним из британских политиков, в чьей смерти заинтересованы IRA, номер телефона и домашний адрес Гау имелись в местном телефонном справочнике. Ранним утром 30 июля 1990 года под автомобиль Гау марки Austin Montego, припаркованный у его дома в Восточном Суссексе, была заложена бомба. 4½-фунтовая семтексовая бомба сдетонировала в 08:39, когда Гау выезжал на подъездную дорогу, и нанесла серьёзные поражения верхней части тела. Он скончался спустя 10 минут.
По случаю смерти Гау лидер лейбористской партии Нил Киннок сказал, что он имел противоречия во взглядах с Гау, но считает свершившееся «ужасным зверством в отношении человека, чьим преступлением стало просто высказывание своего мнения». В своей автобиографии «The Downing Street Years» Маргарет Тэтчер назвала смерть Гау «незаменимой потерей».
IRA взяла на себя ответственность за убийство Гау, заявив, что он стал мишенью из-за исполнения обязанностей «персонального помощника» Тэтчер и разработки британской политики в Северной Ирландии.
Когда выборы в Палате общин выиграл сторонник либеральных демократов Дэвид Беллотти, консервативный депутат Энн Виддикоб отправила выборщикам сообщение, где сказала: «Беллотти — невинный бенефициар убийства. Полагаю, пока прошлой ночью либеральные демократы праздновали свой успех, в своём подполье IRA делали то же самое».